# Смертельний лабіринт (фільм, 2005)
«Смертельний лабіринт» (англ. House of 9; інша назва «Будинок дев'яти») — трилер 2005 року режисера Стівена Монро. Прем'єра фільму відбулася 20 травня 2004 року.

## Сюжет
Дев'ятеро різних людей, які майже не мають відношення одне до одного, раптово викрадають і поміщаються невідомими в ізольованому будинку. Серед них: танцівниця Лія, священник Даффі, композитор Френсіс разом із дружиною Синтією, тенісистка Клер, наркоторговець Шона, фейшн-дизайнер Макс, репер Al B та поліцай Джей. Прийшовши до тями, вони почули голос через систему гучного оповіщення, який їм сказав, що в цьому будинку встановлено сімдесят п'ять камер і мікрофонів, які фіксують кожен їхній рух і звук. Також голос загадкового садиста повідомляє викраденим про свій план: дев'ять осіб гратимуть у його «гру», у фіналі якої має залишитися лише одна жива людина, яка отримає п'ять мільйонів доларів. Хто буде цією людиною — повинні вирішити самі учасники. Спочатку всі дев'ятеро пручаються через такий стан подій, проте згодом все ж таки упокорюються.
Поштовхом для початку «гри» через деякий час стає нещасний випадок з однією із жінок, внаслідок якого вона гине. Люди в паніці, ситуація серед незапланованих сусідів розжарюється до краю. Апогеєм того, що відбувається, стає ситуація, коли в будинку залишається всього п'ятеро людей. Двоє з них (Макс та Френсіс) по-справжньому втрачають розум, після смерті дружини другий одержимий бажанням убити всіх інших і будь-що-будь отримати гроші. Але його спроба вбити Лію закінчується невдало: вона, захищаючи своє життя, встромляє уламок скла йому в живіт, і стає переможницею.
Шокована, вона отримує свій приз і її випускають з «лабіринту». Але вона потрапляє до іншого, аналогічного приміщення, де знаходяться кілька таких же «щасливих» володарів призу. Жахлива гра має продовжуватися…

## Художні особливості
Фільм має багато спільного з такими фільмами, як «Куб», «Пила: Гра на виживання», «Колобос», «Дев'ять у списку мертвих» та іншими, експлуатуючи тему реаліті-шоу та людей в ізольованому просторі.

## У ролях
| Актор               | Роль            |
| ------------------- | --------------- |
| Денніс Гоппер       | батько Даффі    |
| Келлі Брук          | Лія             |
| Іполит Жірардо      | Френсіс         |
| Сьюзі Емі           | Клер Ліві       |
| Морвен Крісті       | Шона            |
| Пітер Капальді      | Макс Рой        |
| Asher D             | Al B            |
| Рафаелло Дегрутолла | Джей            |
| Джульєн Девіс       | Синтія          |
| Джим Картер         | голос викрадача |